# Reichsverweser
Ein Reichsverweser nimmt die Vertretung des Monarchen während einer Thronvakanz wahr, also bei längerer Abwesenheit des Königs oder in der Zeit zwischen dessen Tod und der Thronbesteigung seines Nachfolgers. Der Ausdruck Verweser kommt von althochdeutsch firwesan und bedeutet „jemandes Stelle/Wesen vertreten“.

## Reichsvikar im Heiligen Römischen Reich

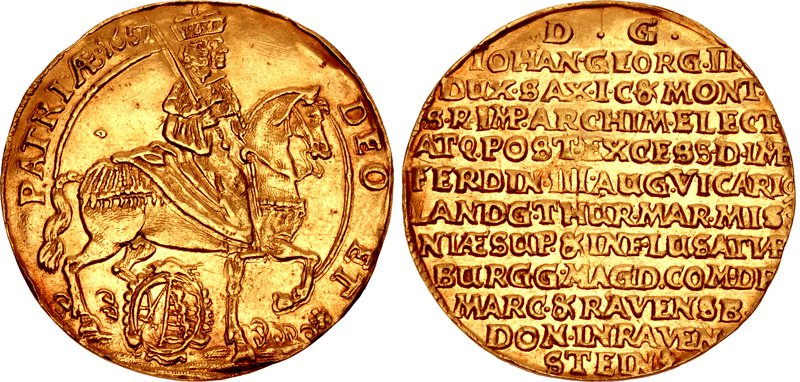
Kurfürst Johann Georg II. von Sachsen als Reichsverweser, zweifacher Vikariatsdukaten von 1657 (Tod Ferdinands III.)

Im Heiligen Römischen Reich war die Reichsverweserschaft im Amt des Reichsvikars institutionalisiert.
Im römisch-deutschen Reich gab es zeitweise Reichsvikare für die deutschen und italienischen Gebiete sowie für das Arelat. Für Deutschland schrieb 1356 die Goldene Bulle eine bereits früher bestehende Regelung zur Reichsverweserschaft endgültig fest: Danach war der Pfalzgraf bei Rhein Reichsvikar (vicarius imperii oder provisor imperii) für die Gebiete fränkischen Rechts, der Kurfürst von Sachsen dagegen für die Gebiete sächsischen Rechts. Zu ihren Kompetenzen gehörten unter anderem die Fortführung der laufenden Geschäfte des Königs, die Hofgerichtsbarkeit und die Vergabe von Reichslehen mit Ausnahme der Fahn- und Zepterlehen. Über das Reichsgut durften sie nicht verfügen.
Die Reichsverweser ließen in der Zeit vom Tod des Kaisers bis zur Krönung des neuen Kaisers Vikariatsmünzen (sächsische und kurpfälzische) prägen, die im Münzbild und der Inschrift auf ihr Amt hinweisen. (Siehe dazu auch Vikariatsmünzen Johann Georgs II. (Sachsen).)
Das Reichsvikariat über Italien, dessen Besetzung zeitweise die Päpste als ihr Recht beanspruchten, war zwischen den Herzögen von Savoyen und Mantua umstritten. Während der häufigen Abwesenheit Kaiser Friedrichs II. im Reich ernannte dieser als Stellvertreter und Vormund für seine Söhne Heinrich (VII.) und Konrad IV. sogenannte Reichsgubernatoren.

## Reichsverweser in Deutschland

### Reichsverweser 1848/49

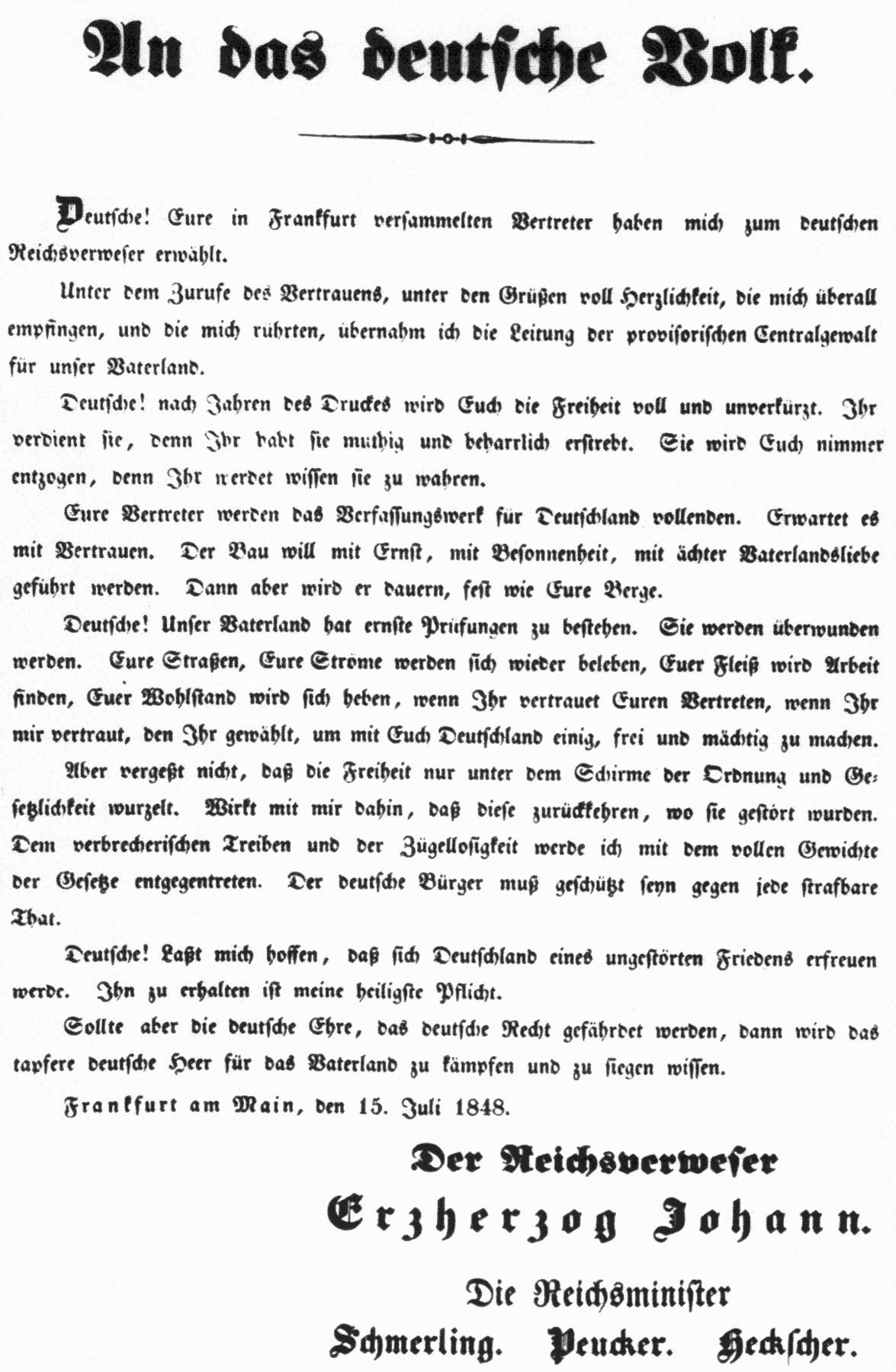
Proklamation vom 15. Juli 1848 nach Übernahme der provisorischen Zentralgewalt

Nach der Märzrevolution von 1848 schuf auch die Frankfurter Nationalversammlung für kurze Zeit das Amt des Reichsverwesers. Die Nationalversammlung, das erste frei gewählte deutsche Parlament, schuf am 28. Juni 1848 aus eigener Machtvollkommenheit eine Provisorische Zentralgewalt, die bis zur Verabschiedung einer Reichsverfassung und der Bestellung eines endgültigen Staatsoberhaupts die Leitung der Exekutive für ganz Deutschland übernehmen sollte. Als Haupt dieser provisorischen Zentralgewalt fungierte ein Reichsverweser – am Folgetag wurde Erzherzog Johann von Österreich in dieses Amt gewählt, das er so lange ausüben sollte, bis die Nationalversammlung einen Kaiser als endgültiges Staatsoberhaupt bestimmt hätte.
Die Macht von Johanns Regierung war begrenzt, da vor allem die größeren Einzelstaaten nur mit ihr zusammenarbeiteten, wenn dies ihren Interessen entsprach. Die eigentliche ausführende Gewalt verblieb bei den Einzelstaaten. Nach der gewaltsamen Niederschlagung der Revolution war die Zentralgewalt weiterhin im Amt. Erst am 20. Dezember 1849 übertrug Johann seine Befugnisse einer österreichisch-preußischen Bundeszentralkommission.

### Der Reichsverweser nach dem Ersten Weltkrieg
In den letzten Wochen des Ersten Weltkriegs häuften sich die Rufe nach einer Abdankung des preußischen Königs und Deutschen Kaisers Wilhelm II. In dieser Zeit kam es zu Überlegungen des Beamten Walter Simons aus der Reichskanzlei, nach denen Wilhelm und der unbeliebte Kronprinz abdanken sollten, um für den minderjährigen nächsten Thronfolger Wilhelm von Preußen einen Regentschaftsrat einzurichten. Auf Reichsebene hätte man ein verfassungsänderndes Gesetz benötigt, um eine Reichsverweserschaft einzurichten. Wilhelm II. aber lehnte solche Pläne am 1. November 1918 ab, also zu einem Zeitpunkt, als eine freiwillig erscheinende Abdankung eventuell noch die Monarchie hätte retten können. Am 3. November kam es zum Matrosenaufstand in Kiel.

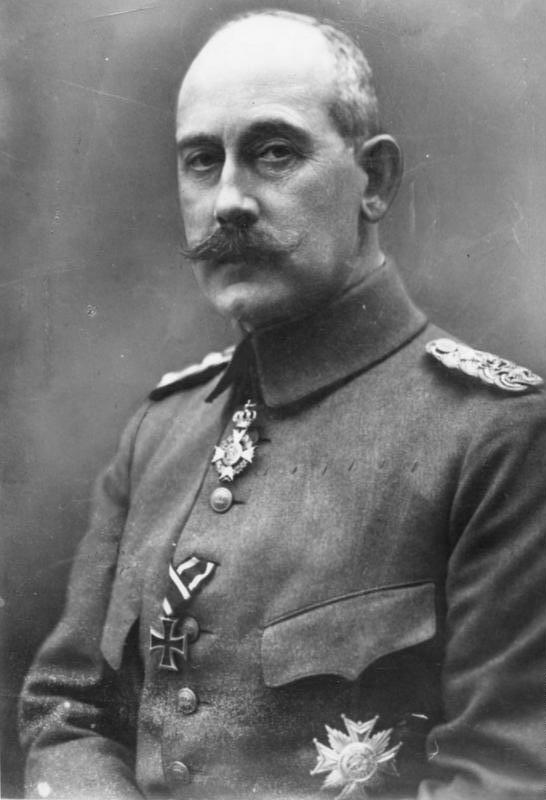
Prinz Max von Baden, Reichskanzler vom 3. Oktober bis zum 9. November 1918

Als die Regierungspartei SPD die Abdankung verlangte, drängte auch Reichskanzler Max von Baden den Kaiser immer deutlicher dazu. Schließlich, am 9. November 1918, verkündete Prinz Max eigenmächtig die Abdankung Wilhelms II. und des Kronprinzen, denn er hatte fernmündlich den Eindruck bekommen, die Abdankung stehe kurz bevor und die Beamten würden nur noch an der Formulierung arbeiten. Er befürchtete, dass die Revolution unmittelbar bevorstehe.
In einem Gespräch mit führenden Sozialdemokraten um Friedrich Ebert übertrug Max von Baden das Amt des Reichskanzlers an Ebert. Seine Berater hatten darauf gedrängt, dass er als Reichsverweser die Befugnisse des Kaisers ausüben solle, um die Frage des Staatsoberhauptes bis zur Entscheidung durch eine Nationalversammlung offenzuhalten. Prinz Max hielt dies damals aber nicht mehr für realistisch.
Kurz darauf rief der Sozialdemokrat Philipp Scheidemann öffentlich ein Hoch auf die Republik aus. Der genaue Text ist heute nicht mehr bekannt, man hat die Rede allerdings als Ausrufung der Republik interpretiert. Der überraschte und erboste Ebert bat nun Max von Baden, Reichsverweser zu werden, was dieser allerdings ablehnte.
Die Funktion des Kaisers und Reichskanzlers (und teilweise weiterer Staatsorgane) übte ab 12. November der Rat der Volksbeauftragten aus. Friedrich Ebert war einer der Vorsitzenden. Mit dem Gesetz über die vorläufige Reichsgewalt vom 10. Februar 1919 erhielt Deutschland eine vorläufige Verfassungsordnung und bald darauf einen Reichspräsidenten und eine Reichsregierung.

### Der Reichsverweser nach den Staatsstreichplänen vom 20. Juli 1944
Im Staatsstreichplan des 20. Juli 1944 in der Zeit des Nationalsozialismus war vorgesehen, dass General Ludwig Beck als Reichsverweser provisorisches Staatsoberhaupt werden sollte. Er hätte versucht, einen Waffenstillstand mit den Westalliierten des Zweiten Weltkriegs zu erreichen. Das Attentat vom 20. Juli 1944 auf den Führer Adolf Hitler, das den Staatsstreich einleiten sollte, scheiterte jedoch. Beck und viele weitere Angehörige des Widerstands wurden hingerichtet.
Die „Grundsätze für die Neuordnung“ vom 9. August 1943 sind ein Dokument, das die verfassungspolitischen Vorstellungen des Kreisauer Kreises zusammenfasst. Das Amt des Reichsverwesers darin ist weitgehend mit dem des Weimarer Reichspräsidenten vergleichbar: Er ernennt und entlässt die Regierungsmitglieder. Diese können jedoch vom Reichstag unter bestimmten Bedingungen gestürzt werden. Der Reichsverweser wird, abweichend von der Weimarer Verfassung, aber nicht vom Volk gewählt, sondern vom Reichstag. Ein Vorschlagsrecht hat der Reichsrat, einem Gremium, das unter anderem aus den Landesverwesern (Oberhäuptern der Länder) besteht. Die Amtszeit beträgt 12 Jahre.

## Reichsverweser in Ungarn
In Ungarn wurde dieses Amt erstmals im Jahre 1446 als Gubernator (lateinisch) eingeführt und von János Hunyadi bis 1453 bekleidet. Die nachfolgenden Reichsverweser waren Mihály Szilágyi (1458), Lodovico Gritti (1530–1534) und Johann Caspar von Ampringen (1673–1681).
Im Verlauf der Revolution von 1848/49 im Kaisertum Österreich weigerte sich die ungarische Regierung unter Ministerpräsident Lajos Kossuth, den neuen Monarchen Franz Joseph I. als König von Ungarn anzuerkennen. Franz Joseph war im Dezember 1848 Kaiser Ferdinand I. (bzw. als ungarischer Herrscher Ferdinand V.) nachgefolgt, der abgedankt hatte. Am 14. April 1849 erklärte der ungarische Reichstag die Unabhängigkeit des Landes und das Haus Habsburg-Lothringen in Ungarn für abgesetzt. Kossuth wurde zum Reichsverweser mit diktatorischen Vollmachten gewählt. Mit russischer Hilfe gelang den Österreichern in den folgenden Monaten die Niederschlagung des ungarischen Aufstands. Am 11. August 1849 sah sich Kossuth schließlich gezwungen, auf den Titel zu verzichten und wenig später ins Ausland zu fliehen.
Im Jahr 1867 wurde dem Königreich Ungarn ein Sonderstatus angeboten. Mit dem Österreichisch-Ungarischen Ausgleich wurde das Kaisertum Österreich in die Doppelmonarchie Österreich-Ungarn umgewandelt. 1918 löste sich die k.u.k. Monarchie Österreich-Ungarn in zahlreiche neue Staaten auf. Ungarn blieb nach einem kurzen republikanischen Zwischenspiel unter Mihály Károlyi und der Räterepublik unter Béla Kun weiterhin Königreich. Nach dem Sturz der Räterepublik hatte Joseph August von Österreich sich am 5. August 1919 selbst als Reichsverweser ausgerufen und das Amt bis zum 23. August inne. Am 1. März 1920 bestellte das Parlament Admiral Miklós Horthy zum Reichsverweser (kormányzó).
1921 unternahm König Karl IV., der am 13. November 1918 nicht abgedankt, sondern nur auf seinen Anteil an den Staatsgeschäften verzichtet hatte, von der Schweiz aus zwei Restaurationsversuche. Sein Rückhalt im Land war zu gering, einen Erfolg zu ermöglichen. Die Nachbarländer, zu denen altungarisches Gebiet gehörte, drohten mit dem Einmarsch. Der Reichsverweser weigerte sich daher, dem König die Macht zu übergeben. Am 6. November 1921 beschloss das ungarische Parlament die Dethronisation des Hauses Habsburg. Von nun an war Ungarn de facto ein Königreich ohne König – in Ungarn kursierte damals der Scherz, ein Admiral ohne Flotte regiere ein Land ohne Küste als Königreich ohne König.
In der Absicht, seine Funktion als Staatsoberhaupt zu vererben, ließ Miklós Horthy im Februar 1942 seinen älteren Sohn István Horthy vom ungarischen Parlament zum „stellvertretenden Reichsverweser“ (kormányzóhelyettes) wählen. Bevor jedoch Horthy seine Pläne vollenden und seinem Sohn auch das Nachfolgerecht sichern konnte, verunglückte dieser am 20. August 1942 tödlich. Nach dem von Hitler erzwungenen Rücktritt Horthys im November 1944 übte der Führer der faschistischen Pfeilkreuzler-Bewegung, Ferenc Szálasi, bis zum Kriegsende 1945 als „Führer der Nation“ und Ministerpräsident faktisch auch das Amt des Staatsoberhauptes aus, obschon dessen Funktionen von einem Staatsrat beziehungsweise Regentschaftsrat (anstelle eines einzigen Reichsverwesers) wahrgenommen wurden.
Nach der kommunistischen Machtübernahme 1945 bestand das Königreich Ungarn zwar formell noch bis Februar 1946 weiter, doch die Funktion des nicht vorhandenen Monarchen wurde nicht mehr durch einen Reichsverweser, sondern durch einen „Obersten Nationalrat“ ausgeübt.

## Reichsverweser in Finnland
Ähnliche Verhältnisse herrschten 1918/19 auch in Finnland, das von 1809 bis 1917 als Großfürstentum zum Russischen Reich gehört hatte. Nach der Abdankung des letzten Zaren Nikolaus II. im März 1917 erklärte das finnische Parlament im Dezember 1917 das Land für unabhängig, ohne über die endgültige Staatsform zu befinden. Der Leitende Minister Pehr Evind Svinhufvud amtierte zugleich provisorisch als Staatsoberhaupt. Nach dem deutsch-russischen Frieden von Brest-Litowsk geriet Finnland 1918 kurzfristig unter den Einfluss des deutschen Kaiserreiches. Dies führte im Mai 1918 zur Proklamation des Königreiches Finnland, für das Svinhufvud die Funktion eines Reichsverwesers oder Regenten (finnisch: valtionhoitaja, schwedisch: riksföreståndare) bis zum Amtsantritt eines noch zu wählenden Monarchen übernahm. Im Oktober 1918 wählte der finnische Reichstag den deutschen Prinzen Friedrich Karl von Hessen zum König. Dieser nahm die Wahl zunächst an, trat das Amt jedoch aufgrund der wenig später erfolgten Kriegsniederlage Deutschlands im Ersten Weltkrieg und der Novemberrevolution von 1918 niemals an. Im Dezember 1918 verzichtete er formell auf die Krone.
Zugleich trat der bisherige Reichsverweser Svinhufvud zurück und wurde durch den Oberbefehlshaber der finnischen Armee, General Freiherr von Mannerheim, ersetzt. Hatte Svinhufvud vor allem mit den Deutschen zusammenarbeiten müssen, um Finnlands neue Unabhängigkeit zu sichern, ging es Mannerheim nunmehr um die internationale Anerkennung Finnlands als souveräner Staat durch die demokratischen Siegermächte der Entente. Der Ausgang des Weltkrieges hatte die Beibehaltung einer monarchischen Staatsform obsolet gemacht. Im Juli 1919 wurde Finnland daher zur Republik proklamiert und Reichsverweser Mannerheim durch einen gewählten Präsidenten ersetzt.

## Reichsverweser in Russland
Nach der Ermordung der Zarenfamilie ernannte sich Admiral Alexander Wassiljewitsch Koltschak zum Obersten Regenten („Reichsverweser“) von Russland (1918–20).

## Reichsverweser in Schweden
In Schweden wurde die Reichsverweserschaft im 13. Jahrhundert vom Jarl und im 14. Jahrhundert vom Drost wahrgenommen. 1438 wurde das erste Mal der Ausdruck Reichsvorsteher (riksföreståndare) verwendet, der auch heute noch existiert. Der Reichsvorsteher entwickelte sich während der Kalmarer Union zu einem selbständigen Amt, das nicht nur den König von Schweden vertrat, sondern den König ersetzte. Zwischen 1470 und 1523 regierten Reichsvorsteher mit nur kurzen Unterbrechungen (1497–1501 und 1520/21).
Mit der Wahl des Reichsvorstehers Gustav Wasa zum König 1523 wurde das Amt abgeschafft. Der Titel wurde 1595 bis 1599, als Herzog Karl die Regierung in Schweden anstelle des Königs Sigismund übernahm, und 1809, als Herzog Karl König Gustav IV. Adolf ablöste, wieder aufgegriffen.
Nach dem schwedischen Verfassungsgesetz zur Regierungsform aus dem Jahr 1974 ist der Reichsvorsteher heute Stellvertreter des Königs, wenn der König an der Ausübung seines Amtes verhindert ist oder der Thronfolger noch unmündig ist. Der Reichsvorsteher wird vom Reichstag berufen. Er ist ein Mitglied der königlichen Familie gemäß dem Thronfolgeprinzip oder – wenn keine solche Person zur Verfügung steht – der Reichstagspräsident.